# Gormaz
Gormaz es un municipio y localidad española de la provincia de Soria, en la comunidad autónoma de Castilla y León. El término municipal tiene una población de 26 habitantes (INE 2024).

## Geografía
En su término e incluido en la Red Natura 2000, se encuentra el lugar de importancia comunitaria conocido como Riberas del Río Duero y afluentes, que ocupa 10 hectáreas, el 1 % de su término.

## Historia

### Prehistoria y Edad Antigua
Las primeras manifestaciones de la ocupación del cerro de Gormaz se dieron en la Edad de Bronce por parte de pequeños grupos ganaderos.
El nombre de Gormaz proviene de Vormatio/Bormatiu, derivado de la voz ligur borm/born procedente del dios Borbo-Bormanus, divinidad de las fuentes y manantiales termales. Cerca del cerro se encuentra el paraje de Fuentes Grandes, siendo el acuífero de Gormaz el más importante de la provincia.
Las siguientes noticias arqueológicas provienen de una necrópolis prerromana del siglo IV a. C. situada en el paraje cercano de La Requijada y formada por unas 1200 tumbas. En la ladera sur se han encontrado restos de un castro celta, así como restos romanos y visigodos. El puente que cruza el Duero, con dieciocho ojos, es de origen romano, aunque fue reconstruido por los árabes y en 1864. Otro monumento de importancia del pueblo es la ermita de San Miguel, que al parecer tiene su origen en el siglo VI, cuando era una iglesia.

### Edad Media
La época más conocida de esta localidad es la dominación árabe, en el que se convierte en un punto importante de lucha entre árabes y cristianos.
En el siglo IX los árabes construyeron un pequeño castillo en el lado noroeste del cerro, que sería conquistado en el 912 por los cristianos. Reconquistado de nuevo por los árabes durante el califato de Al-Hakem II, el general Galib ordena su reconstrucción entre los años 955 al 966 con el objetivo de reforzar a Medinaceli.
El castillo de Gormaz se convertiría así en la más grande fortaleza europea de su época: con un perímetro amurallado de 1200 m, 446 m de largo y 28 torres. Su situación y sus excelentes condiciones de visibilidad permitían controlar una de las rutas de acceso hacia el norte y el río Duero, fue una de las posiciones estratégicas más codiciadas por musulmanes y cristianos durante los siglos IX y X.
En el 974 se sucedió una nueva campaña que encaja con la ruptura de la tregua entre cristianos y musulmanes, propiciada por el conde de Castilla García Fernández y demás mandatarios cristianos. Es posible que fuese provocada por la marcha del General Galib a territorios africanos, donde fue enviado para calmar las rebeliones que se sucedían por esos lugares. Los cristianos intentan tomar la fortaleza pero la resistencia ofrecida y la repentina llegada de Galib meses más tarde frena la conquista cristiana y son replegados hasta Langa de Duero.[cita requerida]
A finales del siglo X lo reconquistaría García Fernández, aunque no será hasta 1060 cuando quede definitivamente en manos cristianas con la conquista por parte de Fernando I de León. Rodrigo Díaz de Vivar, el Cid, fue señor de Gormaz.
Será a partir de esta época en que se funda el pueblo de Gormaz, a los pies del castillo, y será el centro de la Comunidad de Villa y Tierra de Gormaz

### Edad Moderna y Contemporánea

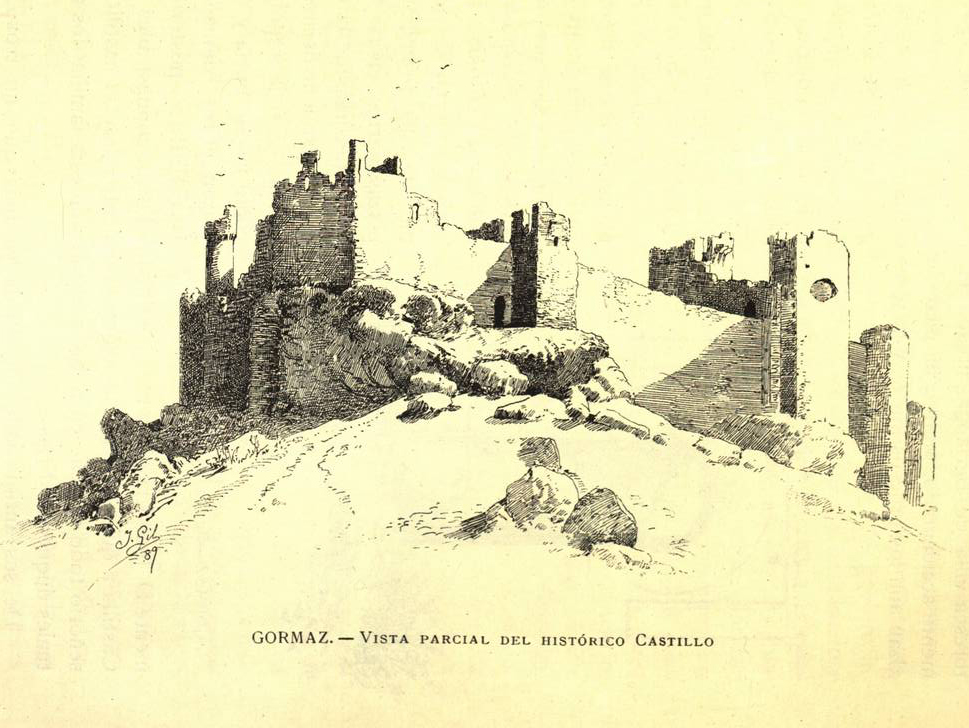
El castillo, de origen árabe, en un dibujo de Isidro Gil (1889)

. En el censo de 1789, ordenado por el conde de Floridablanca, figuraba como villa cabecera del partido de Gormaz en la intendencia de Soria, con jurisdicción de señorío y bajo la autoridad del alcalde ordinario, nombrado por el conde de Ribadavia. Contaba entonces con 125 habitantes.
A la caída del Antiguo Régimen la localidad se constituye en municipio constitucional en la región de Castilla la Vieja, partido de El Burgo de Osma que en el censo de 1842 contaba con 23 hogares y 96 vecinos. Hacia mediados del siglo XIX, la villa tenía contabilizadas 30 casas. Aparece descrito en el octavo volumen del Diccionario geográfico-estadístico-histórico de España y sus posesiones de Ultramar de Pascual Madoz de la siguiente manera:

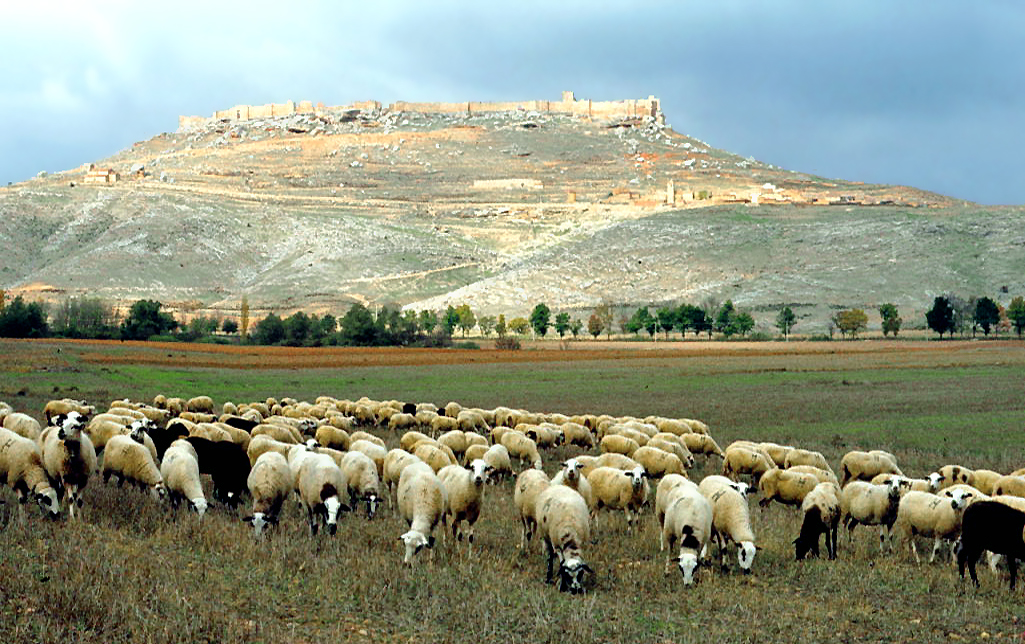
Ovejas y castillo en 1976

GORMAZ: v. con ayunt. en la prov. de Soria (10 leg.), part. jud. del Burgo de Osma (2), aud. terr. y c. g, de Burgos (23), dióc. de Osma (2): sit. en la falda meridional de una gran colina que la resguarda de los vientos del N., goza de clima sano, y las enfermedades mas comunes son fiebres intermitentes y catarrales: tiene 30 casas; la consistorial; escuela de instruccion primaria frecuentada por 12 alumnos de ambos sexos á cargo de un maestro, á la vez sacristan y secretario de ayunt., dotado con 18 fan. de centeno; una igl. parr. (Ntra. Sra. del Pilar) servida por un curado provision real y ordinaria previo concurso, el cementerio se halla en posicion que no ofende á la salubridad pública; sobre la colina que domina á la v. hay un cast. arruinado: confina el térm. N. Osma; E. Quintanas de Gormaz; S. Recuerda, y O. Vilde; dentro de él se encuentra una fuente de buenas aguas que provee al vecindario para beber y demas usos domésticos; una ermita (San Miguel) y una hermosa arbolada de álamos y chopos: el terreno es quebrado, arenisco y de infima calidad; comprende un monte propio de la v., poblado de pinos y enebros, y una deh. de propiedad particular; atraviesa el térm. el r. Duero, á cuyas márgenes hay unos pequeños huerto, y facilita su paso un magnífico puente de piedra silleria de 179 varas de largo y 8 de ancho con 12 arcos, y dos garitas tambien de piedra, colocadas la una á la entrada por la parte de la v., y la otra en medio del puente. caminos: los que conducen á los pueblos limítrofes en mediano estado. correo: se recibe y despacha en la adm. del Burgo. prod.: centeno, cebada, avena, legumbres, se cria ganado lanar, vacuno y mular, abundante caza de diferentes especies y pesca de barbos y anguilas. ind.: la agrícola y un molino harinero inmediato al puente. comercio: esportacion de algun ganado, lana y sobrante de frutos, é importacion de los art. de consumo que faltan. pobl.: 23 vec., 96 alm. cap. imp.: 19,393 rs. 28 mrs. presupuesto municipal: 160 rs., se cubre con las multas que se sacan á los que hacen daño al arbolado del monte.
(Madoz, 1847, p. 450)

## Geografía humana

### Demografía
Cuenta con una población de 26 habitantes (INE 2024).
| Gráfica de evolución demográfica de Gormaz entre 1842 y 2021                                                          |
| |
| Población de derecho según los censos de población del INE. Población de hecho según los censos de población del INE. |

## Patrimonio
- Puente romano sobre el Duero.
- Rollo de justicia

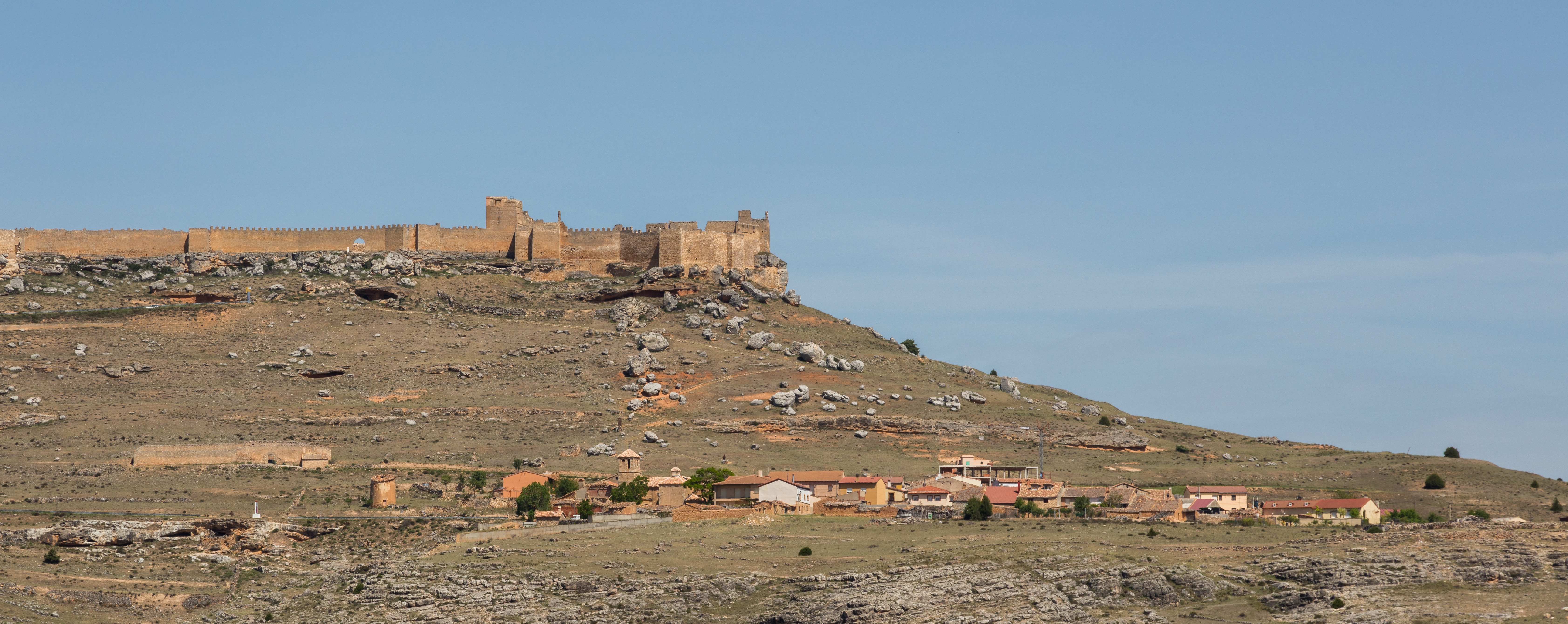
Vista del municipio desde el valle

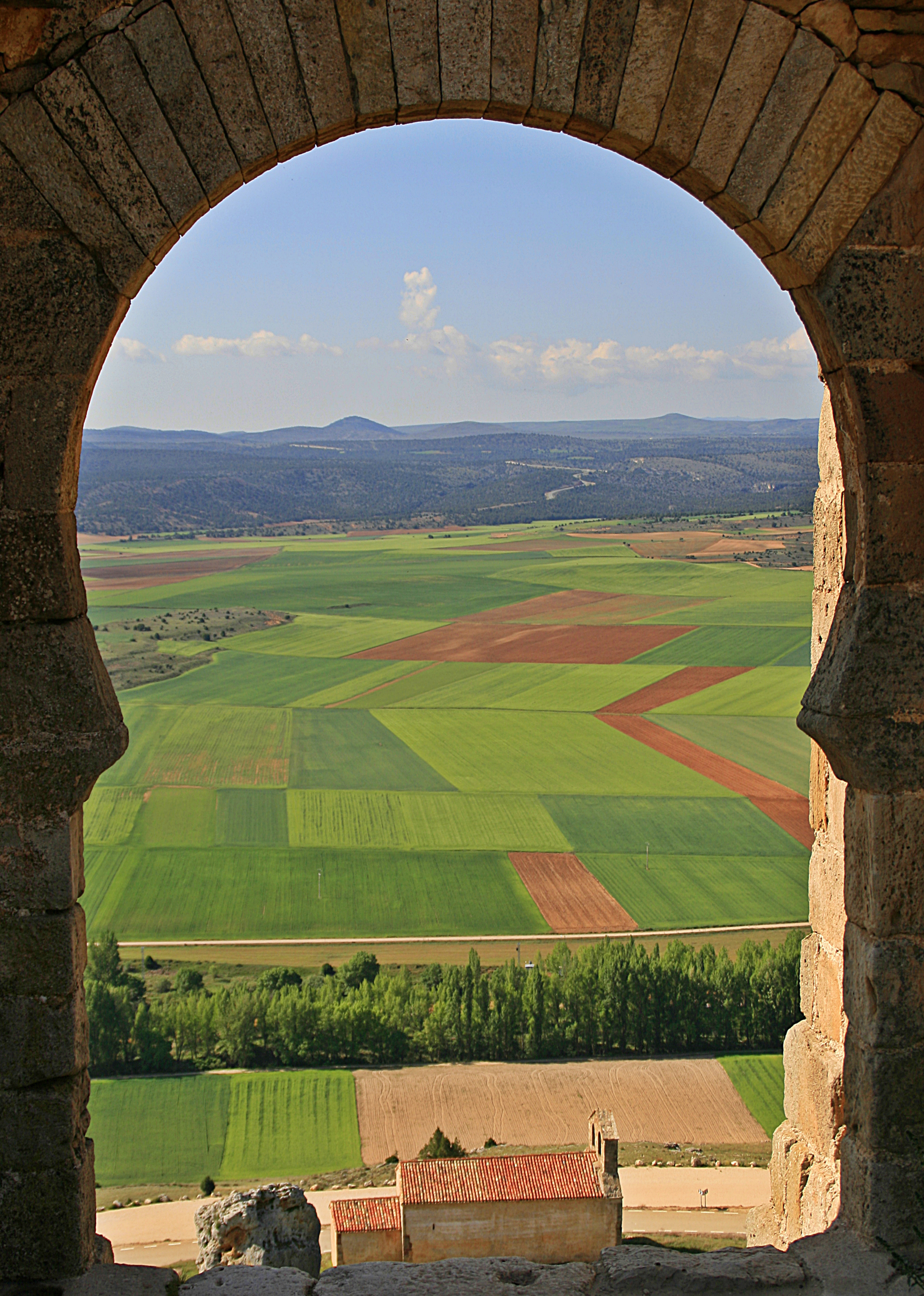
Campos de cultivo y ermita de San Miguel desde el castillo de Gormaz

- Iglesia de San Juan Bautista. Su fábrica corresponde al siglo XVII y el único elemento románico es su pila bautismal.
- Ermita de San Miguel. Fue declarada Bien de Interés Cultural en la categoría de Monumento el 3 de octubre de 1996.[6] Hasta hace muy poco esta ermita enclavada en la ladera sur de Gormaz se utilizaba para guardar el ganado sin saber que tras sus muros se escondían excepcionales pinturas, que según cuentan fueron tapadas por las terribles epidemias de peste que azotaron al pueblo. Construida bajo la advocación de San Miguel, esta ermita se puede encuadrar entre finales del siglo XI y principios del XII, fechas marcadas por la reconquista de estos territorios por Fernando I de Castilla. La pérdida de poder de los musulmanes en la zona propició la construcción de asentamientos estables entre los cuales se encuentra esta edificación. Es de destacar la mezcla de culturas apreciable en diversos aspectos de esta ermita.
- Iglesia de Santiago. Iglesia románica en ruinas que alberga el actual cementerio conservando íntegra la caja muraria realizada con un sistema de encofrado típico de las obras militares. Consta de ábside semicircular, presbiterio recto y una nave única. Se conserva la primitiva portada, arrancada y empotrada en la cercana ermita de San Miguel.
- Castillo de Gormaz. Fue declarado Bien de Interés Cultural en la categoría de monumento el 3 de junio de 1931.[6]